# Berezniki
Berezniki (rusky Березники́) je druhé největší město v Permském kraji v Povolžském federálním okruhu Ruské federace. Leží na Urale na březích řeky Kamy.
Město bylo založeno v roce 1932 na místě březového lesa, od kterého je odvozen jeho název. Od počátku bylo průmyslové, dnes jsou zde doly a závody na sodík, draslík, hořčík a titan.

## Geografie
Berezniki představují z administrativního hlediska jednak samotné město, jednak tzv. městský okruh Berezniki, který celkem zaujímá plochu 431,12 km² (podle jiných zdrojů až 524,51 km²). Jádro města Berezniki se nachází na levém břehu řeky Kamy v nadmořské výšce 130 m. Tato ústřední plocha městské zástavby o rozloze 66 km² je ze všech stran obklopena vodními toky - na západě je to Kama, na severu levostranný přítok Kamy Tolyč a na východě řeka Bygel, která při jihovýchodním okraji města ústí do řeky Zyrjanky a Zyrjanské vodní nádrže. Zyrjanka je pak dalším levostranným přítokem Kamy.  K 1. 1. 2017 bylo ve městě evidováno 145 115 obyvatel. Podnebí je kontinentální s dlouhými mrazivými zimami a krátkým teplým létem. Sněhová pokrývka se ve městě objevuje v polovině října a zůstává zpravidla do třetí dekády dubna.

## Historie
První osady na území pozdějšího města Berezniki vznikaly v průběhu 16. a 17. století v souvislosti s místní těžbou soli. Jako první vznikla v roce 1570 ves Zyrjanka, následovalo Abramovo a Burundukov (Sjomino). V roce 1670 byla založena ves a pozdější horní město Dedjuchin. V okolí solivarů vznikla sídla Ljonva, Berezniki, Veretje a další. Těžbu soli dodnes připomíná název sídla Usolje na pravém břehu Kamy.
V srpnu roku 1883 permský kupec I. I. Ljubimov založil na břehu Kamy naproti Usolí továrnu na výrobu sody, první svého druhu v Rusku. Následovala výstavba obytných čtvrtí, učiliště, hotelu a divadla. V roce 1916 je zmiňována existence podniku "Ljubimov, Solvay a spol." Tato akciová společnost byla v roce 1918 znárodněna a od roku 1923 nesl závod jméno "Berezovský vzorový kombinát V. I. Lenina". Rozhodnutím prezidia Všeruského ústředního výkonného výboru z 20. března 1932 byly všechny místní obce sloučeny a vzniklo město Berezniki.
V roce 1977 bylo v okolí Berezniků objeveno ropné ložisko a o rok později byla zahájena těžba ropy. Ke konci roku 2016 bylo na území města 2374 podniků a organizací, zaměstnávajících celkem 49 800 pracovníků. Největší význam má chemický průmysl, zejména výroba dusíkatých a draselných hnojiv, přičemž některé podniky, jako například Uralkalij (Уралкалий), mají v tomto oboru v rámci Ruska oficiálně uznané monopolní postavení.

## Propadání města
V důsledku těžby uhličitanu draselného (potaše) je území města poddolováno a od 80. let 20. století zde dochází k propadům terénu. (Podobnými propady je poznamenán i severněji položený Solikamsk). Tyto propadliny bývají hluboké i mnoho desítek metrů a následně jsou zaplavovány vodou. V roce 2006 byla zaplavena jedna ze šachet akciové společnosti Uralkalij a o rok později došlo k velkému propadu, kterým byla mimo jiné poškozena místní železniční trať. V roce 2010 došlo v lokalitě u nádraží k dalšímu velkému propadu. Tato jáma v listopadu uvedeného roku měla rozměr 100 krát 40 metrů, o rok později se zvětšila již na 117 krát 70 metrů a její hloubka dosáhla 90 metrů. K propadání terénu docházelo i později, a to jak v okolí někdejší železniční stanice, tak i v dalších částech města, včetně obytných zón.

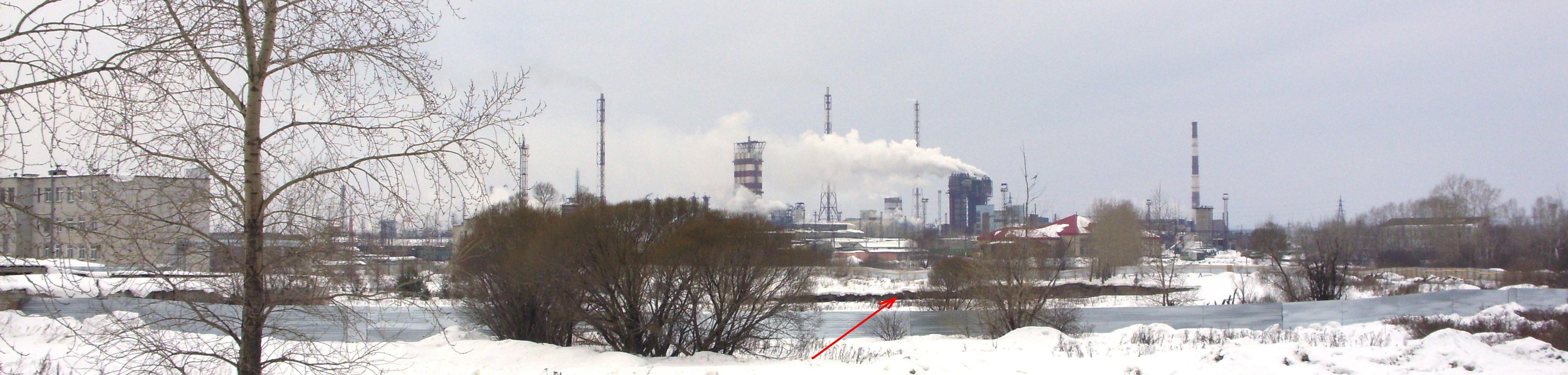
Jeden z velkých propadů v Bereznikách (březen 2012). V pozadí za zaplavenou jámou je závod "Azot" společnosti "Uralchim" a budova nádraží

## Osobnosti
- Andrej Orlov, známý jako Orluša (* 1957) – ruský básník, novinář, scenárista a producent